# Lescuraea arizonae
Lescuraea arizonae là một loài Rêu trong họ Leskeaceae. Loài này được (R.S. Williams) P.S. Wilson & D.H. Norris mô tả khoa học đầu tiên năm 1989.